# Прапор Лиманів
Пра́пор Лима́нів затверджений 27 грудня 2010 р. рішенням № 8 сесії Лиманівської сільської ради.

## Опис
Прямокутне полотнище зі співвідношенням сторін 2:3 поділене на три вертикальні рівновеликі смуги — зелену, червону, синю. На першій смузі — білий вітряк, на другій — жовта церква, на третій — три білі риби в пояс одна над другою.
Автор — І. Д. Янушкевич.